# 大石鍬次郎
大石鍬次郎（天保9年（1838年） - 明治3年10月10日（1870年11月3日）），新選組諸士調役兼監察。名守親。

## 生平
大石為御三卿一橋家近習番衆　大石捨次郎的長男。一開始被稱為金之助。在進入新撰組後，因為主要任務以暗殺為主，於是被以「人斬鍬次郎」之名而為人們所恐懼。實際上在許多任務中似乎都有使用出他的劍術。另外他也擔任目付的工作。
離開主家的大石，寄居於武州日野的一位木工家並且幫忙工作。由於這位木工經常到里長佐藤彦五郎的道場，於是大石也常常出入這家道場，因此讓他的劍術更為進步。
元治元年（1864年）6月的池田屋事件之後，近藤勇從九月到十月回到江戶進行募集隊員的活動。大石也在那時入隊。
慶應3年（1867年）6月，新選組被拔擢為幕臣、大石也被任命為諸士調役兼監察。
慶應3年（1867年）11月的油小路事件，大石暗殺了伊東甲子太郎。另外在12月的天滿屋事件的亂鬥之中，和齋藤一一起成功完成保護紀州藩士三浦休太郎的任務。
慶應4年（1868年）1月，新選組在鳥羽伏見之戰戰敗、大石也和新選組的同志們一起撤退回江戶。
近藤此時到甲州出差並且成為後來組織甲陽鎮撫隊的徵兆。
慶應4年（1868年）3月，甲陽鎮撫隊戰敗，大石的消息也跟著消失。之後，和妻子一起潛伏於江戶、12月時遭到原本交往親密的原隊士・三井丑之助所騙而被捕。有一說，大石生活困頓，就在前御陵衛士的加納鷲雄來拜訪他時，向成為官軍的鷺雄求官，結果被他拒絕並且遭到他的逮捕，不過並沒有這項說法的記錄。而且也與加納的同志阿部十郎的証言互相茅盾，所以極可能是小説家子母澤寛的創作。
被懷疑和暗殺坂本龍馬有關的大石，在遭到嚴酷的拷問時一度因為無法承受而說出是「是我做的」的證言，後來撤回自己的證言並且表明是見廻組所為。
明治3年（1870年）10月10日，大石遭到斬首。（罪名是殺害伊東甲子太郎），享年32歲。
根據大正年間一本總結耆老回憶的『史談会速記録』中阿部十郎的回憶，大石與沖田總司有好幾次被一起提到，因此能看出他是能夠威脅到新選組裡這些有名人物的劍客。
據說他的長男雷太郎因為害怕被審問而改名為本間歌吉並且在下谷稲荷町開了一家玳瑁雕飾店。

## 演出的演員
- 林彰太郎 - 「新撰組血風録」（NET（朝日電視台）、1965年）
- 根本慎太郎 - 「新選組!」（NHK、2004年）